# Vanoverberghia vanoverberghii
Vanoverberghia vanoverberghii là một loài thực vật có hoa trong họ Gừng. Loài này được Elmer Drew Merrill miêu tả khoa học đầu tiên năm 1912 dưới danh pháp Alpinia vanoverberghii. Nghiên cứu năm 2019 của Docot et al. chuyển nó sang chi Vanoverberghia.

## Từ nguyên
Tính từ định danh loài là để vinh danh Morice Vanoverbergh (1885–1982), một thầy tu Công giáo người Bỉ sống tại Bontoc trên đảo Luzon, Philippines, người đã thu thập mẫu vật để Merrill mô tả chi này.

## Phân bố
V. vanoverberghii là loài đặc hữu đảo Luzon, Philippines; đặc biệt là ở các tỉnh Ifugao và Mountain. Loài này sinh sống trong các khu rừng trên sườn đồi và các dốc thưa cây ở cao độ 900-1.300 m (2.950-4.265 ft). Các tên gọi thông thường tại Philippines: akbab (tiếng Bontoc), kalawin và paluyyapuy (tiếng Igorot).

## Mô tả
Cây thân thảo sống trên cạn thành cụm lỏng lẻo hoặc dày dặc. Thân rễ mập, rộng 2–3 cm, màu nâu ánh vàng, vảy dày, màu nâu. Chồi lá mọc thẳng sau đó rủ xuống, thân giả dài 2–5 m, gốc hình củ hành; bẹ lá nhẵn nhụi, lúc non màu trắng sáp, màu lục nhạt; lưỡi bẹ thuôn dài, 10-15 × 5–7 mm, gần như da, nhẵn nhụi, màu xanh lục, đỉnh thuôn tròn và nguyên; cuống lá thon tròn, dài 10–15 mm, nhẵn nhụi, màu xanh lục; phiến lá thuôn dài, 26–32 × 11–13 cm, gân lá khó thấy, nhẵn nhụi cả hai mặt ngoại trừ gân giữa có lông tơ ở mặt dưới, màu xanh lục ở mặt trên, nhạt hơn ở mặt dưới, gốc thuôn tròn đến hình nêm, mép nguyên, đỉnh hình đuôi, chóp hình lông roi dài 5–6 mm. Cụm hoa dài 35–40 cm; cuống cụm hoa thon tròn, dài 8–10 cm, có lông tơ, màu xanh lục, đối diện 1–2 lá bắc bền; cán hoa thon tròn, dài 28–30 cm, có lông tơ, màu xanh lục; cuống hoa thon tròn, dài 2‒2,5 cm, có lông tơ, màu xanh lục, phần nhú lên giống như chồi ở gần gốc; không có lá bắc hoa; nụ hoa hình trụ; hoa sắp xếp lỏng lẻo dọc theo cán hoa, màu trắng; đài hoa trong nụ hình trụ, khi nở hoa có mo, chẻ bên đến gốc, 35‒40 × 20‒23 mm, gần như da, hơi có lông tơ, màu xanh lục, có góc tới 90° so với trục của hoa, đỉnh ba răng và có lông tơ; ống tràng hoa dài 2 × 2,5 cm, gần như da, có lông măng, màu trắng; thùy tràng hoa ở lưng thẳng-thuôn dài, 40‒45 × 8‒11 mm, nhẵn nhụi, màu xanh lục, đỉnh thuôn tròn, có nắp, hơi có lông tơ; các thùy bên của tràng hoa thẳng-thuôn dài, dài 30‒37 × 5‒8 mm, nhẵn nhụi, màu xanh lục, đỉnh thuôn tròn và có nắp; cánh môi hợp sinh với phần gốc của các thùy tràng bên, phần tự do chẻ đôi, các thùy hình tam giác và giống cánh hoa, 5‒5,5 × 4‒4,3 cm, quăn, nhẵn nhụi, màu trắng, đáy nhẵn nhụi, mép lượn sóng; nhị lép bên hình chỉ, dài 1,5‒2 cm, có lông tơ, màu trắng; chỉ nhị bao quanh vòi nhụy 5–7 mm, cánh môi 20‒25 × 10‒13 mm, hơi có tuyến, màu trắng; bao phấn thẳng, 25‒30 × 5‒6 mm, màu trắng, mào khía răng cưa, 0,5–1 × 1,5–2,5 mm, có lông tơ, màu xanh lục; vòi nhụy dài 4‒5 cm, có lông tơ màu trắng; đầu nhụy rộng ~2 mm, màu trắng, lỗ nhỏ hình elip, mép có lông tơ; tuyến trên bầu ép dẹp, gần hình cầu, 1-2 × 2–3 mm; bầu nhụy hình trứng đến gần hình trứng, 7‒10 × 8‒10 mm, rậm lông tơ, màu xanh lục. Quả thuôn dài, 35‒40 × 10‒20 mm, có lông tơ, màu xanh khi thuần thục, đài hoa bền. Hạt gần hình cầu, màu nâu với áo hạt màu trắng. Ra hoa tháng 3-7, tạo quả từ tháng 8.

## Sử dụng
V. vanoverberghii được người dân ở Botoc trong tỉnh Mountain coi như là cây cái của V. sepulchrei. Quả của nó ăn được cho là có vị chua ngọt.